# Piper PA-31T Cheyenne
O Piper PA-31T Cheyenne é um avião turboélice, e foi um projeto de melhoria do antigo Piper Navajo.

## Desenvolvimento
Originalmente, a aeronave era uma versão melhorada do Navajo pressurizado equipado com dois motores Pratt & Whitney Canada PT6A-28. Mais tarde a aeronave foi ainda mais refinada e desenvolvida, incluindo melhorias aerodinâmicas e aumento na fuselagem. O PA-31T levou a Piper ao desenvolvimento do PA-42 Cheyenne III e IV.

## Versões
PA-31T CheyenneVersão de produção inicial, motorizado com dois Pratt & Whitney Canada PT6A-28 de 620 shp (462 kW).
PA-31T-1Designação original do PT-31T Cheyenne II. Motorizado por dois Pratt & Whitney Canada PT6A-II de 500 shp (373 kW).
PT-31T Cheyenne IIVersão melhorada, renomeada em relação à versão original, motorizado com dois Pratt & Whitney Canada PT6A-28 de 620 shp (462 kW).
PT-31T Cheyenne IIXLVersão alongada, motorizada com dois Pratt & Whitney Canada PT6A-135 com 750 shp (559 kW).